# Hajrá csajok: Mindent bele
A Hajrá csajok: Mindent bele (eredeti cím: Bring It On: All or Nothing) a Hajrá csajok-sorozat harmadik része, Steve Rash rendezte és 2006-ban jelent meg. A filmet mozikban nem vetítették, egyenesen DVD-n jelent meg. A rész cselekményének csak felületes kapcsolata van a megelőző két filmmel, miszerint ez is egymással versengő középiskolai cheerleader csapatokról szól. A film nem tartalmaz utalást az előző részek cselekményére és a korábbi szereplők sem tűnnek fel.
A sorozat következő része 2007-ben jelent meg DVD-n, eredeti címe Bring It On: In It to Win It.

## Cselekménye
Britney Allen a gimnáziuma pompomlánycsapatának kapitánya. Amikor a híres énekesnő, Rihanna keres néhány lányt, akik táncolhatnának az új klipjében, Britney biztos benne, hogy az ő csapata tökéletes lenne erre. Azonban erre nem kerül sor, mert az apja új állást kap egy munkásnegyedben, és Britney-nek iskolát kell váltania.
Az új iskolában nem éppen lelkesen fogadják, és meg kell tanulnia érvényesülni. Amikor korábbi szurkolótársai megtudják, hogy most már az új csapat versenyén akar részt venni, Britney lelkiismereti konfliktusba kerül. Egyre inkább rájön, mi számít igazán, és kik az igazi barátai. Úgy dönt, új csapatával részt vesz a versenyen.
A nagy döntőben a volt iskolája ellen száll szembe. Britney egy ötlettel áll elő, hogy a tervezett koreográfia végrehajtása helyett inkább kihívja a másik csapatot egy csatára. Rihanna teljesen lelkesedik a spontán ötletért, és Britney csapatát hirdeti ki győztesnek. Végül Britney és a volt pompomlánycsapata összejön, hogy együtt ünnepeljenek.

## Szereplők
- Hayden Panettiere... Britney
- Solange Knowles... Camille
- Jake McDorman... Brad
- Jennifer Blushi... Danielle
- Eric Bruskotter
- Rihanna... Rihanna
- Francia Almendarez... Leti
- Gus Carr... Jesse
- Cindy Chiu... Amber
- Jessica Nicole Fife... Sierra
- Gary LeRoi Gray... Tyson
- Devon Marie King... diák
- Don Lee... ázsiai diák
- Tarah Paige... P.Verde
- Jeran Pascascio... Jock
- Marcy Rylan... Winnie
- Giovonnie Samuels... Kirresha
- Danielle Savre... Brianna
- Audia Tulloch... Mime
- Ivan "Flipz" Velez... táncos
- Kiersten Connelly... Pam Allen
- Shorty Welch... táncos
- JoJo Wright... DJ

## Filmzene
1. Gwen Stefani – "What Ya Waiting For"
2. Sean Van der Wilt – "Bring It On"
3. Avril Lavigne – "My Happy Ending"
4. Weezer – "Beverly Hills"
5. Transcenders feat. J7 D'Star és William Hanford Lee – "Let's Move"
6. Rihanna – "Pon de Replay"
7. Rihanna – "SOS"
8. Jeffrey Foskett – "Maryanne"
9. Fuse – "Over Again"
10. Tony Dimito – "Pom Pom Funeral"
11. Transcenders – "Mickey"
12. Papa Reu – "Papa"
13. Kristy Frank – "How Cool Is That"
14. Fu-Schnickens vs. Hardknox – "What's Up Doc (Can We Rock?) (Hardknox Mix)"
15. Danielle Savre – "Come With It"
16. Solange Knowles – "Solo Star"
17. Gwen Stefani feat. Eve – "Rich Girl"
18. Gwen Stefani – "Hollaback Girl"

## Díjak, jelölések
| Év   | Díj          | Kategória              | Jelölt                                        | Eredmény |
| ---- | ------------ | ---------------------- | --------------------------------------------- | -------- |
| 2007 | C.A.S. Award | Kiemelkedő hangkeverés | Mark A. Rozett Kelly Vandever David Kirschner | Jelölve  |